# Escuela de Cadetes de Policía General Santander
La Escuela de Cadetes de Policía General Francisco José de Paula Santander Omaña (ECSAN) es la escuela de formación de los futuros oficiales de la Policía Nacional de Colombia. Es considerada el alma mater de la policía y la institución de educación superior en la cual se otorga a los oficiales el título académico de pregrado en Administración Policial y en el programa académico de Especialización en Servicio de Policía. Se encuentra en la Avenida NQS entre la carrera 48 y transversal 42, al suroccidente de Bogotá.
El 19 de enero del 2019 sufrió un atentado.
Su misión es: «Formar Integralmente a los futuros oficiales de la Policía Nacional, fortaleciéndolos en su corazón y mente con los valores institucionales, y en cumplimiento a las necesidades de seguridad de la comunidad».

## Historia
El decreto 1277 del 7 de julio de 1937 ordenó la creación de la Escuela General Santander. El 5 de agosto de 1938 el presidente de la república Alfonso López Pumarejo inauguró las instalaciones de la escuela. El decreto 343 del 21 de febrero de 1940 estructuró la institución y nombró al doctor Luis Andrés Gómez como su primer director y el decreto 776 del 14 de abril del mismo año asignó las funciones, los objetivos y los recursos para la dotación de la escuela. El 16 de mayo de 1940 se fundó oficialmente como una escuela de formación general para todos los aspirantes, oficiales, suboficiales, agentes, detectives y demás funcionarios administrativos o técnicos de la policía. Para los primeros cursos de la escuela, se contrató un destacado equipo de profesores de la facultad de derecho de la Universidad Nacional de Colombia. La primera promoción recibió el nombre de Simón Bolívar, en honor al Libertador. La clases se enfocaron en educación cívica, geografía colombiana, constitución colombiana, código de Policía, Código Penal, tipificación, topografía, medicina forense, organización y documentación, liderazgo, doctrina militar y equitación.
El decreto 0446 del 14 de febrero de 1950 ordenó la creación de la Escuela de Suboficiales Gonzalo Jiménez de Quesada, lo cual permitió que la Escuela General Santander se dedicara exclusivamente a la formación de oficiales de la institución.

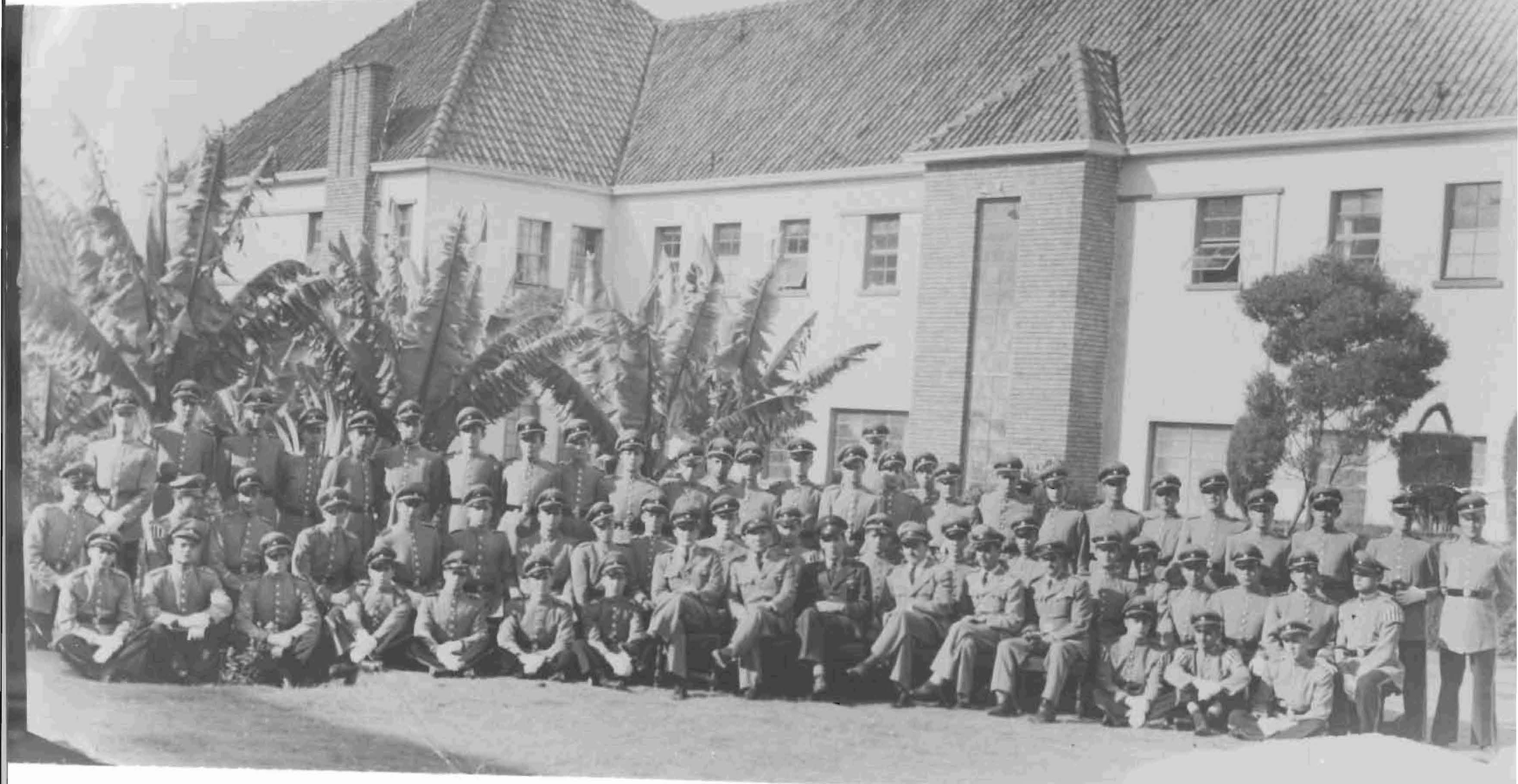
Cadetes de la Promoción Carlos Holguín (1951).

A través de la resolución 9354 del 27 de octubre de 1976, el Ministerio de Educación Nacional autorizó la expedición de títulos de Licenciado en Estudios Policiales y Administrador Policial. En un principio el programa se estructuró en cuatro ciclos de 20 semanas, al final de los cuales los estudiantes pasaban de cadetes a alféreces. Posteriormente se realizaba un ciclo de 40 semanas, al final de las cuales los alféreces recibían el grado de subtenientes y obtenían el diploma de "Técnico en Administración Policial". El programa se completaba con tres ciclos adicionales que se realizaban cuando los oficiales se preparaban para el ascenso a los grados de teniente, capitán y mayor, recibiendo al finalizar el título profesional de "Administrador Policial".
La escuela siempre ha considerado tres campos para la formación en su plan de estudios: profesional, científico y humano. El Instituto Colombiano para el Fomento de la Educación Superior (ICFES) aprobó este plan a través de la resolución 1721 de 1982, que permaneció vigente hasta 1987. La Dirección Nacional de la Policía a través de la resolución 0161 del 26 de enero de 1987 aprueba un nuevo plan de estudios, en la cual se extiende en un año la duración del programa de formación de los oficiales.
En 1991 se dio inicio al programa de profesionalización de la policía. En la resolución 02891 del 2 de octubre de 1991, el ICFES aprobó una reforma para el plan de estudios por medio de la cual se cambia el nombre del programa de "Tecnología en estudios policiales" por "Tecnología policial y criminalística". El 11 de septiembre de 1997 se expidió la resolución 02668 del Ministerio de Defensa de Colombia y la Dirección Nacional de Policía para establecer el plan de estudios vigente. En este, el programa tiene una duración de tres años y se distribuye en seis semestres académicos. Además se consideran dos campos de formación: fundamentación policial y el complementario, que se subdividide en las áreas jurídica, administrativa y de investigación.
El ICFES y el Consejo Nacional de Acreditación aprobaron el actual programa de Administración Policial a través de la resolución 1678 del 21 de junio de 2000. Por su parte, la resolución 2252 de 17 de agosto de 2000 autorizó el programa de Criminalística. La ley 1249 de 2008 reglamentó el ejercicio profesional del título de Administrador Policial, otorgado por la escuela.
Desde el 18 de febrero de 2018, la Brigadier General Juliette Kure ocupa el cargo de directora de la Escuela de Cadetes de Policía, siendo la primera mujer que ocupa este cargo. Reemplazó al Coronel Álvaro Pico Malaver, quien dirigió la institución desde el 9 de enero de 2013 hasta el 18 de febrero de 2018.

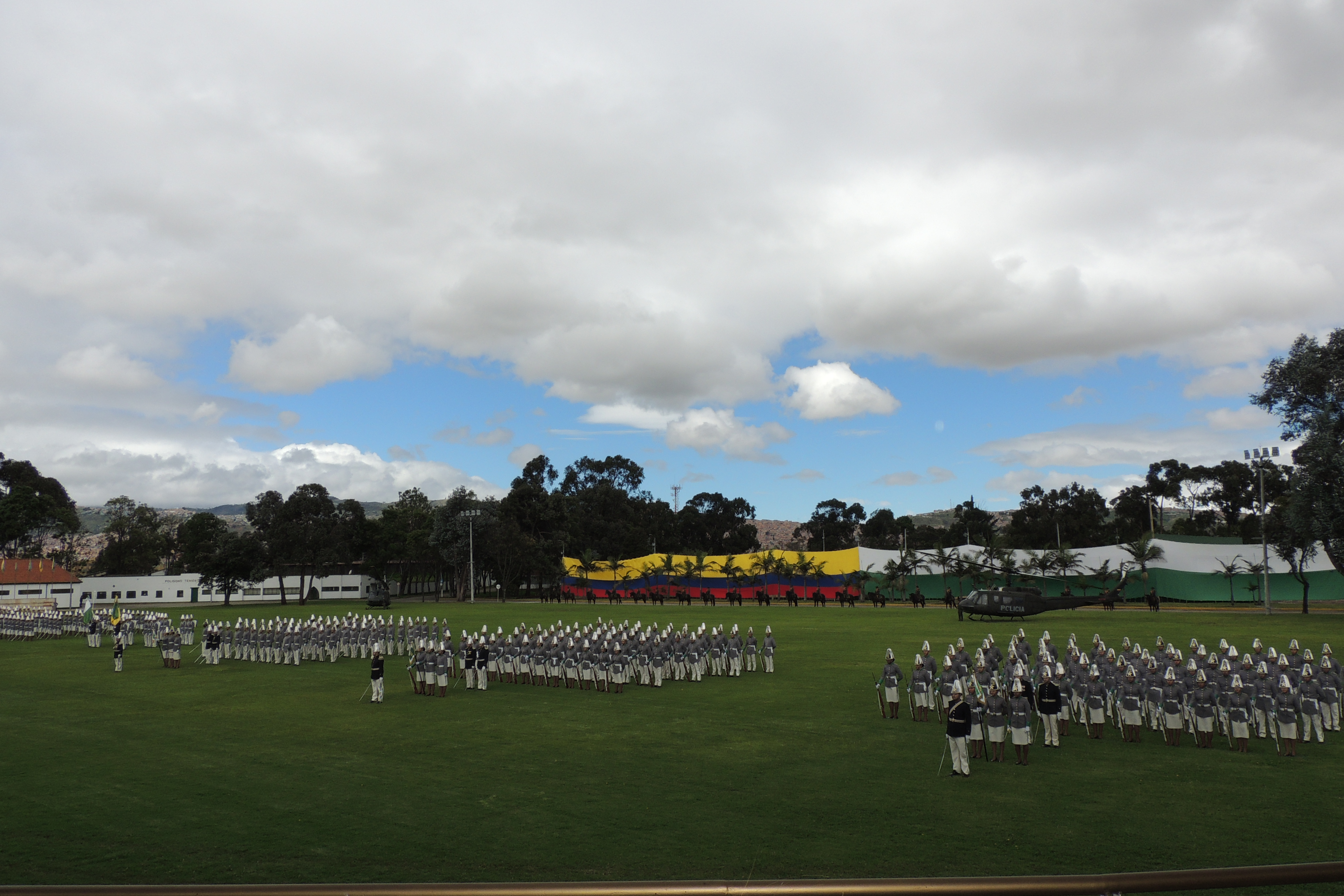
Escuela de Cadetes de Policía General Santander, ceremonia de ascenso de oficiales, Bogotá, Colombia, 2019.

## Atentado terrorista
El 17 de enero de 2019, cerca de las 8:00 a. m., empezó una ceremonia de ascenso de cadetes de la Policía en el interior de la escuela. Después, cerca de las 9:30 a. m., un carro bomba con 80 kilos de pentolita ingresó a la fuerza en las instalaciones de la escuela. Luego de recorrer varios metros su interior sin encontrar su presunto objetivo y al ser alcanzado por los guardias, el automóvil se estrelló en el alojamiento de las cadetes femeninas haciendo estallar su carga explosiva, lo que causó la muerte de 22 personas (incluyendo el atacante y Érika Chicó, cadete de Ecuador quien realizaba su formación policial en esta escuela) y casi 100 heridos; entre ellos, personas ecuatorianas y panameñas. La Fiscalía General de la Nación y el Gobierno de Colombia confirmaron que el autor material del atentado fue José Adelmar Rojas, integrante de la guerrilla del Ejército de Liberación Nacional (ELN), quien confirmó su autoría días después a través de un comunicado escrito, trayendo como consecuencia el rompimiento de los diálogos de paz de parte del gobierno con esta guerrilla para acabar el conflicto armado entre las partes.

## Formación académica
La formación de oficiales de la Policía Nacional está dirigida a bachilleres o técnicos (tres años) o a profesionales de carreras universitarias (un año). La formación dirigida a bachilleres o técnicos conduce al grado de oficial con especialidad de vigilancia. Por otra parte, los profesionales egresados de distintas carreras universitarias que ingresan a la formación de oficiales obtienen la especialidad de logística. A su incorporación en la escuela, los estudiantes reciben el grado de cadetes. Su ingreso se representa con la entrega simbólica de una daga. Para la última etapa de formación, los cadetes son promovidos al grado de alférez y su ascenso se representa con una ceremonia de entrega de sables. Los estudiantes distinguidos de la escuela son denominados Cadete o Alférez Brigadier de Escuadra, de Sección y Mayor, bajo su insignia de grado portan unas franjas verticales bordadas.
Los bachilleres o técnicos que ingresan a la Escuela de Cadetes de Policía realizan el programa de pregrado de Administración Policial durante tres años. Dentro del programa deben cumplir con cuatro periodos académicos semestrales como cadete y dos periodos académicos semestrales como alférez.
En la modalidad logística, los profesionales se aceptan de acuerdo a las convocatorias que realiza la institución y cursan durante un año el programa de Especialización en Servicio de Policía. Según las convocatorias anuales, generalmente se ofrecen cupos para profesionales egresados de pregrado en derecho, ingenierías, administración de empresas, medicina, psicología, odontología, trabajo social, arquitectura, etc. Dentro del programa deben cumplir con dos periodos académicos trimestrales como cadete y un periodo académico trimestral como alférez.

## Facultades

Bandera de la Escuela de Cadetes de Policía General Santander

La Escuela de Cadetes de Policía General Santander depende directamente de la Dirección Nacional de Escuelas de la Policía Nacional de Colombia, que como entidad de educación superior está conformada por cuatro facultades de acuerdo con la resolución 02045 del 15 de junio de 2007: Facultad de Administración Policial, Facultad de Estudios en Servicio de Policía, Facultad de Investigación Criminal y Facultad de Estudios Policiales Especializados. Solamente la Facultad de Administración Policial tiene programas académicos en la Escuela de Cadetes de Policía General Santander. Las demás facultades prestan su apoyo académico a la escuela, pero tienen programas académicos en las otras instituciones de formación policial.
La misión de la Facultad de Administración Policial es desarrollar programas de pregrado y posgrado para formar policías profesionales idóneos y eficaces que puedan contribuir eficazmente en beneficio de la comunidad. Está conformado por los siguientes grupos: educación continuada, gestión pedagógica, evaluación y calidad e investigación y desarrollo tecnológico. El desarrollo de sus programas le ha permitido mantener alianzas estratégicas con centros de formación policial y agencias de seguridad de otros países.